# Symplocos mezii
Espèce
Statut de conservation UICN

 VU D2 : Vulnérable
Symplocos mezii est une espèce de plantes à fleurs de la famille des Symplocaceae.

## Publication originale
- 29: 230. 1895.